# 伊甸中心
伊甸中心是一座越南裔美國人的商店街，位於美國弗吉尼亞州福爾斯徹奇市的七角十字路口附近。伊甸中心是東海岸最大的越南裔商業中心，也是北美東海岸最大的亞洲主題商場。該市的經濟發展委員會認為它是該市最重要的旅遊目的地。 該中心有120多家商店、餐館和企業，廣泛地滿足了亞裔美國人，特別是越南裔美國人的需求。伊甸中心爲弗吉尼亞州、北卡羅來納州、馬里蘭州和賓夕法尼亞州地區的越南文化服務提供了一個支柱，包括大量的越南粉餐廳、越式法包熟食店、麵包店和市場以及定期在該中心舉行的越南裔美國人文化活動。

## 歷史

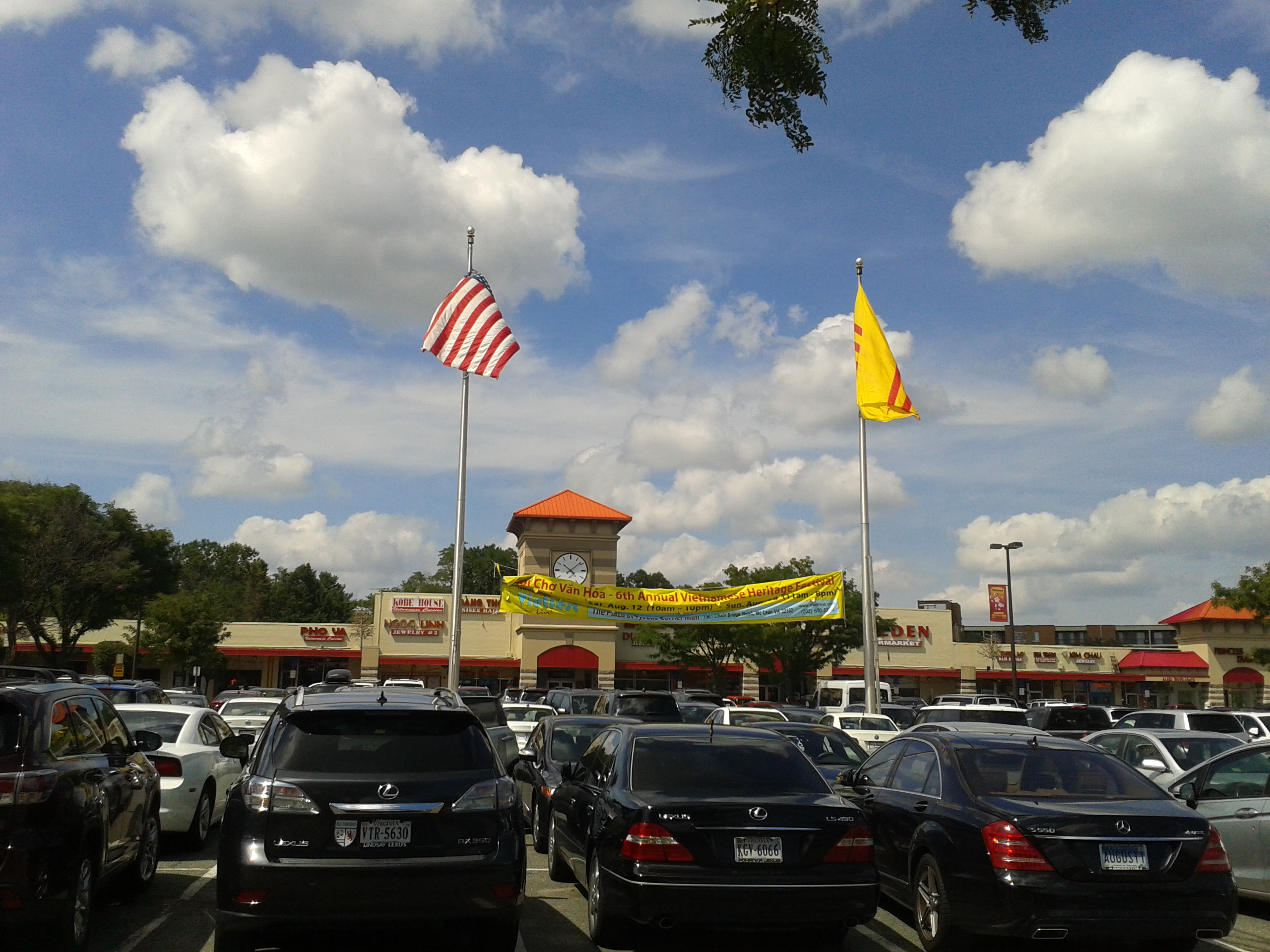
伊甸中心前飄揚的美國國旗和越南共和國國旗

該中心於1962年開業，當時叫作七號廣場購物中心（Plaza Seven Shopping Center），以大聯盟超市和澤爾折扣店作爲主打。 在大聯盟超市於1984年關閉之後，越南裔商人從弗吉尼亞阿靈頓近郊克拉倫登社區的小西貢區域遷入該中心。“伊甸”（Eden）這個名字來源於20世紀60年代越南西貢的“伊甸區”（Khu Eden）商場，一開始商店羣採用了這個名字，隨後則變成了整個購物中心的名稱。後來，中心的擁有者，都會商用地產（Capital Commercial Properties）受到西貢（胡志明市）濱城市場的啓發，增加了一座鐘樓和一座兩邊設有獅子的拱門。

## 佈局
大多數商家都位於地面層，提供直接通往人行道和停車場的通道，就像傳統的商店街一樣。大約65家商店和餐館位於三個封閉的購物中心內。商場的後方是其他的企業，目前包括一家夜總會。
中心主停車場有約900個停車位，商店後方還有約300個停車位。
像許多華盛頓特區地區的越南裔企業一樣，該商場懸掛越南共和國國旗。

## 活動
伊甸中心每年舉辦越南春節和中秋節活動，兩者都有呈現特別美食、表演、煙火和舞獅表演。
每年九月，伊甸中心都會舉辦年度“特區越南小姐”（Miss Vietnam DC）獎學金選美比賽，該賽事是華盛頓特區地區同類比賽中的佼佼者。
2022年5月24日，一塊關於北弗吉尼亞越南裔移民的歷史紀念牌在伊甸中心旁揭幕。